# Lourdes Almeida
Lourdes García Noriega, conocida profesionalmente como Lourdes Almeida (Ciudad de México, 2 de junio de 1952) es una fotógrafa mexicana. Es considerada una de las precursoras de la experimentación con Polaroid en México y una figura clave en la fotografía contemporánea nacional. A lo largo de su carrera, ha explorado temas como la familia, el linaje femenino, la migración y la religiosidad, con un lenguaje artístico que combina elementos analógicos, intervenciones textiles y técnicas de fotografía experimental.   
Ha sido miembro del Sistema Nacional de Creadores de Arte en tres ocasiones y ha recibido distinciones como la Medalla al Mérito Fotográfico 2017 del INAHy la Medalla Bellas Artes 2023, en el rubro de Artes Visuales, que otorga el Gobierno de México a través del INBAL.

## Biografía
Lourdes Almeida nació en 1952 en la Ciudad de México. En 1972 ingresó al Centro de Estudios Técnicos Cinematográficos y Fotográficos en Florencia, Italia  donde realizó sus estudios de fotografía. Fue alumna de Manuel Álvarez Bravo en el "Taller Charlas de Otoño", y posteriormente fundó el "Taller de la Luz" junto con Javier Hinojosa y Gerardo Suter, experiencias que marcaron su concepción lúdica de la fotografía.
En 1981 presentó "Retratos", su primera exposición individual, desde entonces ha expuesto en más de 120 ocasiones en museos de México, América Latina, Estados Unidos, Europa y Asia; además ha participado en más de 350 exposiciones colectivas alrededor del mundo, como Altars of the World en Düsseldorf o Women Pioneer, Mexican Photography en Nueva York.
Entre sus exposiciones más relevantes se encuentran "La vida de cuadritos", "Jesusito de mi corazón", "Retratos de familia", "Huestes celestiales", "Lo que el mar me dejó", "Mujeres de cuerpo entero" y "Alias vitas. Mi linaje femenino", una muestra profundamente autobiográfica sobre la herencia matrilineal y las mujeres de su familia.
Sobre su trabajo se han publicado trece libros monográficos, entre ellos Corazón de mi corazón (1993), Retrato de familia, la nación mexicana (1994) y Lo que el mar me dejó (2010), destacando su labor de investigación en el libro Zurciendo la Historia. Fotógrafas nacidas hasta 1920 (2023).
A lo largo de su carrera, ha explorado temas como la familia, el linaje femenino y la migración con un lenguaje artístico que combina elementos analógicos, intervenciones textiles y técnicas fotográficas experimentales. De ello queda registro en sus libros El pájaro azul de la felicidad (2010), Apuntes sobre papá. Centenario de su natalicio (2012), Laberinto de quimeras (2015) y Apuntes sobre mamá. Centenario de su natalicio (2015), publicaciones que ha gestionado de manera independiente.
Almeida también es coleccionista de fotografía y ha incursionado en la curaduría, la enseñanza y la gestión cultural; impartiendo diversos talleres, seminarios y conferencias de fotografía en varias Universidades de México como la UNAM, ITESO, la Universidad Iberoamericana, Tecnológico de Monterrey.  Su trabajo es parte de diferentes colecciones públicas y privadas entre las que se encuentran: La colección internacional de Polaroid (Cambridge, MS), Museum of Fine Arts (Houston); Southeast Museum of Photography, Daytona Beach Community College (Florida); Fundación Castilnovo en España; Museo Universitario del Chopo (UNAM, México); Casa de la Américas, La Habana, Cuba; Centro Wilfredo Lam, La Habana, Cuba; El Museo de los Ángeles, Turégano, España.
Ha sido miembro del Sistema Nacional de Creadores del FONCA, en tres ocasiones. Y ha obtenido varias premios nacionales e internacionales, entre los que destacan el Premio Camera de la UNESCO por el proyecto Retrato de Familia en 1996 y el Primer lugar en el concurso de cartel del XXXII Festival Internacional Cervantino, 2004. En 2017 Recibió la medalla al mérito fotográfico en el 18º Encuentro Nacional de Fototecas que otorga el INAH, y en 2023 Recibió la Medalla de Bellas Artes en el campo de Artes Visuales otorgada por el Gobierno de México a través del INBAL.
Además de su práctica fotográfica, Lourdes Almeida ha colaborado en cine como directora de arte, destacando su trabajo en la película De noche vienes Esmeralda (1997) de Jaime Humberto Hermosillo, basada en el cuento homónimo de Elena Poniatowska, por la cual obtuvo tres Premios Ariel, en las categorías de ambientación, escenografía y vestuario, la distinción más importante del cine mexicano.

## Premios y distinciones
- 1982- Mención honorífica en la Bienal de Fotografía, Instituto Nacional de Bellas Artes, Ciudad de México.
- 1985- Mención honorífica en la Bienal Internacional de Fotografía de Belgrado.
- 1992- Beca para creadores intelectuales FONCA.
- 1993- Premio de selección en el 53 Salón Internacional de Fotografía de Japón.
- 1993- Medalla de bronce en el concurso mundial de Fotografía 1993 del Centro Cultural Asiático de la Unesco (ACCU).
- 1994- Premio de selección en el 54 Salón Internacional de Fotografía de Japón.
- 1995- Medalla de plata en el Salón 1 CPEX del Hasselblad, 4th Austrian Super Circuit 1995. Linz, Austria.
- 1995- Mención honorífica de la FIAP en 4th Austrian Super Circuit. Linz, Austria.

- 1996- Premio Camera de la Unesco a la mejor revista cultural Saber-Ver con el proyecto Retrato de Familia.
- 1998- Premio Ariel por ambientación de la película De noche vienes Esmeralda.
- 1998- Premio Ariel por escenografía de la película De noche vienes Esmeralda.[7]
- 1998- Premio Ariel por vestuario de la película De noche vienes Esmeralda.[7]
- 1999- Mención honorífica en la 2a. Bienal Puebla de los Ángeles, artes visuales.
- 2003-2006- Miembro del Sistema Nacional de Creadores, FONCA, Ciudad de México.
- 2004- Primer lugar en el concurso de cartel del XXXII Festival Internacional Cervantino, compartido con Luis Almeida.
- 2015-2017- Miembro del Sistema Nacional de Creadores, FONCA, Ciudad de México.
- 2017- Medalla al Mérito Fotográfico en el 18º Encuentro Nacional de Fototecas, que otorga el INAH.
- 2023- Medalla de Bellas Artes, rubro de Artes Visuales, que otorgada el Gobierno de México a través del INBAL.

## Cine
Ha colaborado como directora de arte en cuatro películas del director mexicano Jaime Humberto Hermosillo:
- 1997 - De noche vienes Esmeralda, película con la que obtuvo en 1998 tres Premio Ariel.
- 2002 - eXXXorcismos.
- 2003 - El Edén.
- 2004 - Dos Auroras.

## Libros monográficos con su obra de autor
- 1993- Corazón de mi corazón, (Instituto Nacional de Bellas Artes), Ciudad de México. Texto de David Huerta.
- 1994- Retrato de familia, la nación mexicana (Revista Saber-Ver), México. Con proemio del Dr. Silvio Zavala. Este libro tiene innumerables citas en múltiples estudios de sociología de diferentes universidades en México.
- 1994- La familia mexicana (Presidencia de la República), México. Con la introducción de Ernesto Zedillo.
- 1996- Los caminos de la leche (Liconsa), México.
- 2000- México mosaïque, portraits d’objets avec ville de Christine Frèrot (Autrement), Francia.
- 2006- Niños de México, (SEP y Editorial SM), México.
- 2010 - Lo que el mar me dejó, (Artes de México, colección Luz Portátil), México. Texto de Sealtiel Alatriste.[8]
- 2010- El pájaro azul de la felicidad, (publicación independiente), México.
- 2012- Apuntes sobre papá. Centenario de su natalicio, (publicación independiente), México.
- 2015- Laberinto de quimeras,(publicación independiente), México.
- 2017- Apuntes sobre mamá. Centenario de su natalicio, (publicación independiente), México.
- 2018- Quinceañeras, (FONCA), México.
- 2018- Frontera, (FONCA/Relaciones Exteriores), México.
- 2021- Cómplice, (Secretaría de Cultura, INBAL, Galería José María Velasco), México.[9]
- 2023- Zurciendo la Historia. Fotógrafas nacidas hasta 1920, (Editorial Escuela Activa, plantel Querétaro), México.[10]

## Publicaciones en las que ha participado
Desde 1987 la artista ha participado en más de 65 publicaciones de temas diversos que incluyen sus fotografías, entre las que destacan:
- 1987- El Cartel Cinematográfico, Cineteca Nacional, México.
- 1987- Imágenes Guadalupanas Cuatro Siglos. Fundación Cultural Televisa, México.
- 1987- Moreno Villa. Ministerio de Cultura de España.
- 1989- El Arte de la Platería Mexicana, 500 años. Fundación Cultural Televisa, México.
- 1990- México Splendors of Thirty Centuries. Metropolitan Museum of Art de Nueva York.
- 1991- Oaxaca, Tesoros del Centro Histórico. Grupo Azabache, México.
- 1998-Grandes maestros del Arte popular. Fundación Cultural Banamex, México.
- 1999- Erótica-Griselda Álvarez. Universidad del Claustro de Sor Juana, México.
- 2003- Mujeres Mexicanas. Partido México Posible, México.
- 2005- Mujeres en el Arte Mexicano. Ediciones Gernika, S.A. México.
- 2007- Surreal Eden, Edward James and las Pozas, Margaret Hooks, Princeton Arquitectural Press, N.Y.
- 2015- Magia de la Sonrisa. En el Golfo de México, Secretaría de Cultura. Instituto Nacional de Antropología e Historia. México.
- 2023- Mexicrome, fotografía y color en México. INBAL y Fundación Cultural Televisa, México.